# Glycymeris adenenesis
Glycymeris adenenesis is een tweekleppigensoort uit de familie van de Glycymerididae. De wetenschappelijke naam van de soort is voor het eerst geldig gepubliceerd in 1916 door Jousseaume in Lamy.